# 欧州麻雀協会
欧州麻雀協会（おうしゅうまーじゃんきょうかい、European Mahjong Association, EMA）は、ヨーロッパの各国の麻雀国内団体を統括する大陸組織。

## 概要
デンマークに本部を置く。略称はEMA。ヨーロッパの国々の国内統括組織が加盟している。また、ヨーロッパのみならずロシアも加盟している。2013年5月現在の加盟団体数は17。主な業務は、加盟団体主催の大会の認定、雀士の登録受付、ランキングの制定、欧州選手権の開催である。登録制度により、ヨーロッパの雀士には全員会員番号が割り振られている。ルールを2種類用意しており、中国で制定された国際ルールを「Mahjong Competition Rules」（麻雀大会ルール、MCR）、日本で行われているリーチ麻雀を「Riichi Competition Rules」（リーチ大会ルール、RCR）とし、毎年欧州選手権を開催している。

## 歴史
2002年10月23日に東京で行われた2002世界麻雀選手権に影響を受けたオランダの麻雀研究家マーティン・レップが発案した。世界選手権後、レップは資金と協力者を集め、2005年6月に第1回オープン欧州麻雀選手権をオランダのナイメーヘンで開催した。そして、大会開催期間中に総会を開き、欧州麻雀協会（以下、EMA）を設立した。この大会以後、欧州選手権を2年ごとに開催することや以後開催される国際ルールや日本式ルールによる大会の認定が決まった。
2008年6月21日にドイツのハノーファーで、日本式のリーチ麻雀の大会「2008欧州リーチ麻雀選手権」を開催した。以後、この大会も2年ごとに開催されることが決まった。こうして、毎年違うルールによる欧州選手権を毎年開催することになったのである。

## EMAの主催する大会
- オープン欧州麻雀選手権（国際ルール[4]）
- 欧州リーチ麻雀選手権（日本式リーチ麻雀ルール[5]）

## 加盟国
- 14ヶ国